# Yến cổ trắng
Yến cổ trắng, tên khoa học Streptoprocne zonaris, là một loài chim trong họ Apodidae.
nó là một loài không di cư và sinh sản từ miền trung Mexico, Greater Antilles và Trinidad phía nam Peru, miền bắc Argentina và miền đông nam Brazil.
Loài yến rất lớn này xây tổ hình bát bằng bùn, rêu và chitin trên một mỏm đá trong một hang động, thường đằng sau một thác nước, và đẻ hai trứng màu trắng giữa tháng ba và tháng Bảy. Chúng sinh sống ở vùng núi và đồi, nhưng cỏ trên một diện tích lớn hơn nhiều, bao gồm cả vùng đồng bằng.